# 丸山龍男
丸山龍男（まるやま たつお、1960年2月11日 - ）は、日本のパーカッショニスト。神奈川県横浜市出身。米米CLUBのメンバー（パーカッション）として有名。血液型A型。
デビュー時からの米米CLUBのメンバーだったが、1987年に脱退。バンド活動においては「マル」を名乗っていた。
1997年3月5日・6日に東京ドームで行われた米米CLUBの解散コンサート「THE LAST SYMPOSIUM」にて、他の初期脱退メンバーとともに特別出演した。